# Фінал кубка Англії з футболу 1893
Фінал кубка Англії з футболу 1893 — 22-й фінал найстарішого футбольного кубка у світі. Учасниками фіналу були «Вулвергемптон Вондерерз» і «Евертон». Володарем кубкового трофею став «Вулвергемптон Вондерерз».

## Шлях до фіналу
| «Вулвергемптон Вондерерз» | «Вулвергемптон Вондерерз» | «Вулвергемптон Вондерерз»               | Раунд        | «Евертон»              | «Евертон» | «Евертон»                                                                                                  |
| ------------------------- | ------------------------- | --------------------------------------- | ------------ | ---------------------- | --------- | --- |
| Суперник                  | Результат                 | Матчі                                   |              | Суперник               | Результат | Матчі |
| «Болтон Вондерерз»        | 3—2                       | 1—1 на виїзді, 2—1 вдома (перегравання) | Перший раунд | «Вест-Бромвіч Альбіон» | 4—1       | 4—1 вдома                                                                                                  |
| «Мідлсбро»                | 2—1                       | 2—1 вдома                               | Другий раунд | «Ноттінгем Форест»     | 4—2       | 4—2 вдома                                                                                                  |
| «Дарвен»                  | 5—0                       | 5—0 вдома                               | Третій раунд | «Венсдей»              | 3—0       | 3—0 вдома                                                                                                  |
| «Блекберн Роверз»         | 2—1                       | 2—1 на нейтральному полі                | 1/2 фіналу   | «Престон Норт-Енд»     | 4—3       | 2—2 на нейтральному полі, 0—0 на нейтральному полі (перегравання), 2—1 на нейтральному полі (перегравання) |

## Матч
| 25 березня 1893 |

| Вулвергемптон Вондерерз | 1:0      | Евертон |
| ----------------------- | -------- | ------- |
| Аллен 60'               | Протокол |         |

| Феллоуфіелд Стедіум, Манчестер Глядачів: 45 000 Арбітр: Ч.Дж.Г'юз |

|  |  |

|                  |  |               |  |
|                  |  |               |  |
| В                |  | Вільям Роуз   |  |
| З                |  | Дікі Бо       |  |
| З                |  | Джордж Свіфт  |  |
| ПЗ               |  | Біллі Малпасс |  |
| ПЗ               |  | Гаррі Аллен   |  |
| ПЗ               |  | Джордж Кінзі  |  |
| Н                |  | Роберт Топем  |  |
| Н                |  | Девід Вайкс   |  |
| Н                |  | Джо Батчер    |  |
| Н                |  | Гаррі Вуд     |  |
| Н                |  | Артур Гріффін |  |
| Головний тренер: |  |               |  |
| Джек Адденбрук   |  |               |  |

|                  |  |                 |  |
|                  |  |                 |  |
| В                |  | Річард Вільямс  |  |
| З                |  | Боб Гауарт (к)  |  |
| З                |  | Боб Келсо       |  |
| ПЗ               |  | Дікі Бойл       |  |
| ПЗ               |  | Джонні Голт     |  |
| ПЗ               |  | Алек Стюарт     |  |
| Н                |  | Алекс Латта     |  |
| Н                |  | Патрік Гордон   |  |
| Н                |  | Аллан Максвелл  |  |
| Н                |  | Едгар Чедвік    |  |
| Н                |  | Альфред Мілворд |  |
| Головний тренер: |  |                 |  |
| Дік Молінекс     |  |                 |  |